# Fabiane Thompson
Fabiane Thompson (Canoas, 27 de Junho de 1983) é uma ex-atriz pornográfica brasileira.
Em 2020, foi a terceira pornstar mais vista no site Sexy Hot.

## Carreira
Fabiane Thompson iniciou sua carreira em 2004, com 21 anos. Após o convite de um ator pornô, enquanto estava passeando por um shopping center.
Fabiane Thompson é uma das atrizes da indústria pornográfica brasileira mais populares. Muito conhecida por cenas de sexo anal, oral, dupla penetração, fist fucking, ejaculação oral e sexo mais pesado. Mesmo atuando em diversas cenas lésbicas se considera heterossexual.
Atuando com diversas produtoras como: Brasileirinhas, Buttman, Elegant Angel, Evil Angel, Explicita, Mike In Brazil, Reality Kings, Sexxxy, X-Plastic entre outras.
Fabiane Thompson em alguns filmes internacionais é creditada como Thompson Blond, devido a seus antigos cabelos loiros.
Em 2009, Fabiane Thompson participou do videoclipe da canção "The Bull", da banda Massacration.
Em 2014, Fabiane Thompson foi eleita a melhor atriz pornô no PIP, no qual concorria com as atrizes Angel Lima e Michely Fernandez. Na época, o prêmio teve repercussão na mídia por ser o primeiro PIP e Fabiane Thompson foi receber o troféu grávida.
Em 2016, iniciou o canal no site Safada TV.
Em novembro de 2018 se retirou da carreira de atriz pornográfica e stripper.
Em 2019, se mudou para os Estados Unidos com seu filho e foi morar com o YouTuber Gaba. Atualmente, ela tem um canal no YouTube onde posta seu dia a dia, além de sempre participar do canal de seu marido.

## Videoclipes
- 2008 - "Sou Gostosa" - Sexxxy Angels[12]
- 2009 - "The Bull" - Massacration
- 2015 - "Alexis Texas" - Doncesão[13]

## Prêmios e indicações

### Prêmios

#### PIP
- 2014 - Melhor Atriz (por "Transa ao Tom de Cinza")[14][15]

#### Prêmio Sexy Hot
- 2017 - Melhor Cena de Orgia/Gang Bang (por "Orgasmos Múltiplos" com Emme White, Mel Fire, Angel Lima e Patrícia Kimberly)[16][17][4]

### Indicações

#### Erótika Video Awards
- 2009 - Melhor Atriz
- 2009 - Melhor Cena de Sexo entre Garotas (por "Julia x Monica" com Julia Paes e Monica Mattos)
- 2009 - Melhor Cena Livre (por "Pagode Sexual", com Tony Tigrão e Caio)

#### Prêmio Sexy Hot
- 2018 - Melhor Cena Homo Feminina (por "Serviço completo" com Fernandinha Fernandez e Emme White)[18]

## Filmografia (parcial)
| Ano  | Título do Filme                                               | Produtora                       | Referência              |
| 2004 | Bacanal                                                       | Buttman                         | [ 19 ]                  |
| 2004 | Back Door Babes                                               | Code X                          | [ 20 ]                  |
| 2004 | Bang My Culo 4                                                | Legend Video                    | [ 21 ]                  |
| 2004 | Black & White 8                                               | Brasileirinhas                  | [ 22 ]                  |
| 2004 | Scorpion 49                                                   | Buttman                         | [ 23 ]                  |
| 2005 | Anal Samba                                                    | Magma                           | [ 24 ]                  |
| 2005 | Anal Total 11                                                 | Brasileirinhas                  | [ 25 ]                  |
| 2005 | Anal Total 13                                                 | Brasileirinhas                  | [ 26 ]                  |
| 2005 | Backdoor to Brazil 2                                          | Vertigo                         | [ 27 ]                  |
| 2005 | Black Dicks Latin Chicks 8                                    | Visual Images                   | [ 28 ]                  |
| 2005 | Essas Trepadas Maravilhosas                                   | Sexsites Video Produções        | [ 29 ]                  |
| 2005 | Exxxtasy Island                                               | Nectar Entertainment            | [ 30 ] [ 31 ] [ 32 ]    |
| 2005 | Fórum 39: Especial Noivas                                     | Sexxxy                          | [ 33 ]                  |
| 2005 | Garotas que Curtem Garotas 2                                  | Explicita Video                 | [ 34 ]                  |
| 2005 | Mamãe Vs Filhinhas                                            | Explicita Video                 | [ 35 ]                  |
| 2005 | Mulheres que Traem 2                                          | Brasileirinhas                  | [ 36 ] [ 37 ]           |
| 2005 | Noiva Infiéis                                                 | Sexxxy                          | [ 38 ]                  |
| 2005 | Rio de Janeiro: Top to Bottom                                 | Nectar Entertainment            | [ 39 ] [ 40 ] [ 41 ]    |
| 2005 | São Paulo: Black and Brown Samba                              | Nectar Entertainment            | [ 42 ] [ 43 ]           |
| 2005 | Senta que Eu Gosto                                            | Sexxxy                          | [ 44 ]                  |
| 2005 | Strippers: Gatas Safadas                                      | Introduction Digital Video      | [ 45 ]                  |
| 2006 | Anus Arrombadus (Hole Ready)                                  | Latin X                         | [ 46 ] [ 47 ]           |
| 2006 | Assalto Anal                                                  | Explicita Video                 | [ 48 ]                  |
| 2006 | Brazilian Island 3                                            | Nectar Entertainment            | [ 49 ] [ 50 ] [ 51 ]    |
| 2006 | C... de Bêbada Não Tem Dono                                   | Explicita Video                 | [ 52 ]                  |
| 2006 | Clube dos Cornos: Copa                                        | Sexxxy                          | [ 53 ]                  |
| 2006 | Com o Cu na Mão                                               | Brasileirinhas                  | [ 54 ]                  |
| 2006 | Couro                                                         | Explicita Video                 | [ 55 ]                  |
| 2006 | D.P. Mamacitas 10                                             | Legend Video                    | [ 56 ]                  |
| 2006 | D.P. Mamacitas 13                                             | Legend Video                    | [ 57 ]                  |
| 2006 | D.P. Mamacitas 18                                             | Legend Video                    | [ 58 ]                  |
| 2006 | Exxxtasy Island 3                                             | Nectar Entertainment            | [ 59 ] [ 60 ] [ 61 ]    |
| 2006 | Fabiane Thompson 21 Anos, Viciada em Anal                     | Sexxxy                          | [ 62 ]                  |
| 2006 | Festa Teen                                                    | Explicita Video                 | [ 63 ] [ 64 ]           |
| 2006 | Fruto Proibido Vol. 4 (Forbidden Fruit 4: Hot in the Kitchen) | Latin X                         | [ 65 ] [ 66 ] [ 67 ]    |
| 2006 | Homem Não Entra 5                                             | Brasileirinhas                  | [ 68 ]                  |
| 2006 | Kid Bengala 4                                                 | Brasileirinhas                  | [ 69 ]                  |
| 2006 | Kid Bengala 5                                                 | Brasileirinhas                  | [ 70 ] [ 71 ]           |
| 2006 | Lost on Paradise Island                                       | Nectar Entertainment            | [ 72 ] [ 73 ]           |
| 2006 | Mulheres que Traem 4                                          | Brasileirinhas                  | [ 74 ] [ 75 ]           |
| 2006 | Mulheres que traem 6                                          | Brasileirinhas                  | [ 76 ] [ 77 ]           |
| 2006 | Plugadas                                                      | Buttman                         | [ 78 ]                  |
| 2006 | Sem Calcinha                                                  | Explicita Video                 | [ 79 ]                  |
| 2006 | Taradas por Anal                                              | Sexsites Video Produções        | [ 80 ] [ 81 ]           |
| 2006 | Taras & Fantasias (You & Your Fantasies)                      | Code X                          | [ 82 ] [ 83 ]           |
| 2006 | Traindo no Barzinho                                           | Introduction Digital Video      | [ 84 ]                  |
| 2006 | Transando nas Nuvens                                          | Sexsites Video Produções        | [ 85 ]                  |
| 2007 | À Flor da Pele                                                | Brasileirinhas                  | [ 86 ]                  |
| 2007 | As Aventuras de Bebel no Calçadão                             | Sexxxy                          | [ 87 ]                  |
| 2007 | Black & White 2007                                            | Brasileirinhas                  | [ 88 ]                  |
| 2007 | Brazilian Buttz Takin' Nuttz                                  | Kick Ass Pictures               | [ 89 ] [ 90 ]           |
| 2007 | Brazilian Heat                                                | Penthouse                       | [ 91 ] [ 92 ]           |
| 2007 | Brazilian Island 4                                            | Nectar Entertainment            | [ 93 ] [ 94 ] [ 95 ]    |
| 2007 | Clube das Pervertidas                                         | Sexxxy                          | [ 96 ]                  |
| 2007 | Colegiais Rebeldes                                            | Brasileirinhas                  | [ 97 ] [ 98 ]           |
| 2007 | Fantasias de Mulher Casada 4                                  | Code X                          | [ 99 ]                  |
| 2007 | Fantasy Island                                                | Nectar Entertainment            | [ 100 ] [ 101 ]         |
| 2007 | Fast Riders                                                   | Code X                          | [ 102 ] [ 103 ]         |
| 2007 | Fio Terra                                                     | Brasileirinhas                  | [ 104 ] [ 105 ]         |
| 2007 | Fuck Me Now with 2 Cocks                                      | Code X                          | [ 106 ]                 |
| 2007 | Island Eruptions                                              | Nectar Entertainment            | [ 107 ] [ 108 ] [ 109 ] |
| 2007 | It's Sunny in Brazil                                          | Vivid Entertainment             | [ 110 ] [ 111 ] [ 112 ] |
| 2007 | Molhadinhas de Prazer                                         | Sexsites Video Produções        | [ 113 ]                 |
| 2007 | Ninja, a Musa do Funk                                         | Sexxxy                          | [ 114 ]                 |
| 2007 | O Melhor de Kid Bengala                                       | Brasileirinhas                  | [ 115 ]                 |
| 2007 | Raunchy Rio                                                   | Penthouse                       | [ 116 ] [ 117 ] [ 118 ] |
| 2007 | Teen Brazil 4                                                 | Third World Media               | [ 119 ] [ 120 ]         |
| 2007 | Tesão Fatal 2                                                 | Panteras                        | [ 121 ] [ 122 ]         |
| 2007 | Your Wife Will Never Know                                     | Arena / South American Pictures | [ 123 ]                 |
| 2008 | Julia Paes Vs Monica Mattos                                   | Sexxxy                          |                         |
| 2008 | Anal Surreal                                                  | Brasileirinhas                  | [ 124 ] [ 125 ]         |
| 2008 | Anal Violation 4                                              | Platinum X                      | [ 126 ] [ 127 ] [ 128 ] |
| 2008 | Backdoor Latin Strippers                                      | Legend Video                    | [ 129 ]                 |
| 2008 | Backdoor to Brazil                                            | Wicked Pictures                 | [ 130 ] [ 131 ] [ 132 ] |
| 2008 | Black Male Pale Tail 5                                        | WOW Pictures                    | [ 133 ]                 |
| 2008 | Deep In The Bush                                              | Penthouse                       | [ 134 ] [ 135 ]         |
| 2008 | Detonando Rabinhos Caipiras                                   | Sexxxy                          | [ 136 ]                 |
| 2008 | Latina Tiny Tit Teens & Anal                                  | Totally Tasteless               | [ 137 ]                 |
| 2008 | Latinass                                                      | Mayhem                          | [ 138 ]                 |
| 2008 | Mamãe, Fiz Pornô!                                             | Sexxxy                          | [ 139 ]                 |
| 2008 | Mercenária do Funk: A Matadora Anal                           | Sexxxy                          | [ 140 ] [ 141 ]         |
| 2008 | MILF Frenzy 3                                                 | Juicy Entertainment             | [ 142 ] [ 143 ] [ 144 ] |
| 2008 | O Sedutor                                                     | Brasileirinhas                  | [ 145 ]                 |
| 2008 | Pagode Sexual                                                 | Brasileirinhas                  | [ 146 ] [ 147 ]         |
| 2008 | Pole Dance Anal                                               | Sexxxy                          | [ 148 ]                 |
| 2008 | Sexxxy Angels                                                 | Sexxxy                          | [ 149 ] [ 150 ]         |
| 2008 | Smokin' Hot Latinas 2                                         | Combat Zone                     | [ 151 ]                 |
| 2009 | 00Frota: O Homem da Pistola de Ouro                           | Sexxxy                          | [ 152 ] [ 153 ]         |
| 2009 | 1 In The Pink 1 In The Stink #10                              | Red Light District              | [ 154 ] [ 155 ]         |
| 2009 | 1 Metro e Meio de Bunda 11                                    | Explicita Video                 | [ 156 ]                 |
| 2009 | Ass Banging Latinas #1 4-Pack                                 | Totally Tasteless               | [ 157 ]                 |
| 2009 | Big Booty Revenge 4                                           | Evil Angel / Justin Slayer      | [ 158 ] [ 159 ]         |
| 2009 | Big Wet Brazilian Asses! 5                                    | Elegant Angel                   | [ 160 ] [ 161 ] [ 162 ] |
| 2009 | Carinho das Índias                                            | Brasileirinhas                  | [ 163 ] [ 164 ]         |
| 2009 | Carnaval 2009                                                 | Brasileirinhas                  | [ 165 ]                 |
| 2009 | Come meu Rabo                                                 | Brasileirinhas                  | [ 166 ]                 |
| 2009 | Exploração Anal 3                                             | Brasileirinhas                  | [ 167 ]                 |
| 2009 | Extasy Tropical                                               | Brasileirinhas                  | [ 168 ] [ 169 ]         |
| 2009 | Fernandinha Fernandez e Amigas                                | Buttworx                        | [ 170 ] [ 171 ]         |
| 2009 | Full Service Fucking                                          | Platinum X Pictures             | [ 172 ] [ 173 ]         |
| 2009 | Full Streams Ahead 2                                          | Jules Jordan                    | [ 174 ] [ 175 ] [ 176 ] |
| 2009 | Garota Mimadinha                                              | Sexxxy                          | [ 177 ]                 |
| 2009 | Ipanema Girls                                                 | Brasileirinhas                  | [ 178 ] [ 179 ]         |
| 2009 | Jake Fucks Brazil 4                                           | Pulse Distribution              | [ 180 ]                 |
| 2009 | Josh and Asante Stone Do Brazil                               | Justin Slayer                   | [ 181 ] [ 182 ]         |
| 2009 | Kick Ass Chicks 69: Brazilians!                               | Kick Ass Pictures               | [ 183 ] [ 184 ]         |
| 2009 | Latin Ho Down 2                                               | Legend Video                    | [ 185 ] [ 186 ]         |
| 2009 | Lesbian Joy Of Toys 5                                         | Totally Tasteless               | [ 187 ]                 |
| 2009 | Made in Brazil 4                                              | Evil Angel                      | [ 188 ] [ 189 ] [ 190 ] |
| 2009 | Mami Culo Grande 7                                            | Justin Slayer                   | [ 191 ] [ 192 ]         |
| 2009 | Musas do Verão                                                | Sexxxy                          | [ 193 ]                 |
| 2009 | Ninja do Funk Apresenta Indiana do Funk                       | Sexxxy                          | [ 194 ]                 |
| 2009 | Oiled Up Brazilian Butts 3                                    | Black Ice                       | [ 195 ] [ 196 ]         |
| 2009 | One in the Pink and One in the Stink 10                       |                                 | [ 197 ]                 |
| 2009 | Papai, Fiz Pornô                                              | Sexxxy                          | [ 198 ]                 |
| 2009 | Phuck Girl 4                                                  | Justin Slayer                   | [ 199 ] [ 200 ]         |
| 2009 | Pussy Piñata                                                  | Wicked Pictures                 | [ 201 ]                 |
| 2009 | Saturday Night Latinas                                        | Reality Kings                   | [ 202 ] [ 203 ]         |
| 2009 | Sexo No Salão 2009                                            | Brasileirinhas                  | [ 204 ]                 |
| 2009 | Teen Legs Hose & Toes                                         | Totally Tasteless               | [ 205 ] [ 206 ]         |
| 2009 | Tight Wet Asses                                               | Hustler Video                   | [ 207 ] [ 208 ]         |
| 2009 | Up That Latin Ass                                             | Elegant Angel                   | [ 209 ] [ 210 ] [ 211 ] |
| 2009 | Vivi Ronaldinha: Fantasias de Carnaval                        | Sexxxy                          | [ 212 ] [ 213 ]         |
| 2010 | Fabiane Thompson de Quatro pra Você                           | Sexxxy                          |                         |
| 2010 | Jazz x Loupan                                                 | Brasileirinhas                  |                         |
| 2010 | Ass Fucking Latinas                                           | Wicked Pictures                 | [ 214 ]                 |
| 2010 | Big Bottom Brazil                                             | Penthouse                       | [ 215 ] [ 216 ]         |
| 2010 | Carnaval Ibiza Style                                          | Sexxxy                          | [ 217 ]                 |
| 2010 | Delicias Molhadas                                             | Brasileirinhas                  | [ 218 ]                 |
| 2010 | Heavy Load                                                    | Wicked Pictures                 | [ 219 ]                 |
| 2010 | Hot Mamas                                                     | Wildlife Productions            | [ 220 ]                 |
| 2010 | Itty Bitty Latin Titties 2                                    | Filmco Releasing                | [ 221 ]                 |
| 2010 | Made in Brazil: Garotas Tipo Exportação 6                     | Explicita Video                 | [ 222 ]                 |
| 2010 | Perfeitas                                                     | Brasileirinhas                  | [ 223 ]                 |
| 2010 | Sexo No Salão 2010                                            | Brasileirinhas                  | [ 224 ] [ 225 ]         |
| 2010 | So as Gostosas                                                | Platinum Plus                   | [ 226 ]                 |
| 2010 | Stairway To Anal                                              | Wicked Pictures                 | [ 227 ]                 |
| 2010 | Tan Line Tushies                                              | Wicked Pictures                 | [ 228 ] [ 229 ] [ 230 ] |
| 2011 | Ass Assassin                                                  | Wicked Pictures                 | [ 231 ]                 |
| 2011 | Can Opener                                                    | Wicked Pictures                 | [ 232 ]                 |
| 2011 | Miss Big Ass Brazil 8                                         | Third World Media               | [ 233 ] [ 234 ]         |
| 2011 | Não Tem Cara de Atriz Pornô                                   | Brasileirinhas                  | [ 235 ]                 |
| 2012 | Hot Sauce Honeyz                                              | Cherry Boxxx Pictures           | [ 236 ]                 |
| 2012 | Island Girls                                                  | Adam & Eve                      |                         |
| 2012 | Oil Drilling                                                  | Black Ice                       | [ 237 ]                 |
| 2012 | Sumthin Bout Fabiane                                          | Justin Slayer                   | [ 238 ] [ 239 ]         |
| 2012 | Third World Teen 4 Pack                                       | Third World Media               | [ 240 ]                 |
| 2012 | Ultimate Backdoor Collection                                  | Wicked Pictures                 | [ 241 ]                 |
| 2013 | Adventures in Eden                                            | Adam & Eve                      | [ 242 ] [ 243 ]         |
| 2013 | Analyze Me 3                                                  | Brand XXX Productions           | [ 244 ]                 |
| 2013 | Cara de Santa                                                 | Brasileirinhas                  | [ 245 ]                 |
| 2013 | Chupacabras                                                   | Latin Love Pictures             | [ 246 ]                 |
| 2013 | Homem Não Entra 8                                             | Brasileirinhas                  | [ 247 ]                 |
| 2013 | Hot Cherry Pies 8                                             | Adam & Eve                      | [ 248 ]                 |
| 2013 | My Mom & The Babysitter                                       | Totally Tasteless               | [ 249 ]                 |
| 2013 | Redondinho de 4                                               | Brasileirinhas                  | [ 250 ]                 |
| 2013 | Secrets of Sex Island                                         | Adam & Eve                      | [ 251 ] [ 252 ]         |
| 2013 | Teen Invasion 2                                               | Gonzo Nation                    | [ 253 ]                 |
| 2014 | Latin Tacos #3                                                | Latin Love Pictures             | [ 254 ]                 |
| 2014 | Latin Tacos #4                                                | Latin Love Pictures             | [ 255 ]                 |
| 2014 | Meninas Más                                                   | Brasileirinhas                  | [ 256 ]                 |
| 2014 | Teens Love Huge Black Cocks                                   | Reality Kings                   | [ 257 ] [ 258 ] [ 259 ] |
| 2014 | To Estourada                                                  | Brasileirinhas                  | [ 260 ]                 |
| 2015 | Fan Favorite: India Summer                                    | Adam & Eve                      | [ 261 ] [ 262 ]         |
| 2015 | Munch On This                                                 | Adam & Eve                      | [ 263 ]                 |
| 2016 | 3 Ways With 4 Play                                            | Wicked Pictures                 | [ 264 ] [ 265 ]         |
| 2016 | Brazilian Big Ass Olympics                                    | Third World Media               | [ 266 ]                 |
| 2016 | Felação Premiada                                              | Brasileirinhas                  | [ 267 ] [ 268 ] [ 269 ] |
| 2016 | Tropical Getaways                                             | Adam & Eve                      | [ 270 ]                 |
| 2016 | A Garota Mimadinha                                            | Sexxxy                          |                         |
| 2017 | A Musa Ninja do Funk                                          | Sexxxy                          |                         |
| 2017 | Anal Country                                                  | Sexxxy                          |                         |
| 2017 | Anal Country 2                                                | Sexxxy                          |                         |
| 2017 | Anal Total Melhores Momentos                                  | Brasileirinhas                  |                         |
| 2018 | As Coelhinhas da Sexxxy                                       | Sexxxy                          |                         |
| 2018 | As Delícias do Carnaval                                       | Brasileirinhas                  |                         |
| 2018 | Clube da DP                                                   | Brasileirinhas                  |                         |
| 2018 | De Norte a Sul                                                | Brasileirinhas                  |                         |
| 2018 | Espanholas Insaciáveis                                        | Sexxxy                          |                         |
| 2019 | Esposas Brancas Diamantes Negros                              | Sexxxy                          |                         |
| 2019 | Eu Quero Até O Talo                                           | Sexxxy                          |                         |
| 2019 | Fatos & Fodas                                                 | Sexxxy                          |                         |
| 2019 | Festa na Fazenda                                              | Brasileirinhas                  |                         |
| 2019 | Flagras de Oral na Praia                                      | Brasileirinhas                  |                         |
| 2019 | Funk x Carnaval                                               | Brasileirinhas                  |                         |
| 2019 | Gata Dourada                                                  | Brasileirinhas                  |                         |
| 2019 | Indiana do Funk Contra-ataca                                  | Sexxxy                          |                         |
| 2019 | Litoral Sexual                                                | Brasileirinhas                  |                         |
| 2019 | Meu Nome é Johnny                                             | Sexxxy                          |                         |
| 2019 | Ninfomania                                                    | Brasileirinhas                  |                         |
| 2019 | O Clube dos Cornos Especial Histórias da Copa                 | Sexxxy                          |                         |
| 2019 | Samba Sexual                                                  | Brasileirinhas                  |                         |